# Андерссон, Ингрид
Ингрид Свея Маргарета Андерссон, урождённая Викландер (швед. Ingrid Svea Margareta Andersson; 24 апреля 1918 — 12 февраля 1994, Сундсвалль) — шведская писательница.

## Биография и творчество
Ингрид Викландер родилась в 1918 году на острове Тимро (Медельпад). Там же прошло её детство. Её родителями были Артур Эмануэль и Свеа Регина Викландер. Писать она начала поздно, лишь в возрасте 57 лет, движимая желанием сохранить для потомства уходящую культуру и традиции родных мест.
Первый роман Ингрид Андерссон, «Två berättelser», был издан в 1975 году. В нём описываются история, образ жизни и обычаи жителей юго-западного Норрланда. Второй её роман, «Ensamheten» (1976), повествует о пожилой женщине, оказавшейся на старости лет одинокой и лишней в мире. Тема старости, домов для престарелых и условий жизни людей преклонного возраста в то время широко обсуждалась в Швеции, и роман Андерссон привлёк к себе внимание критики и читателей. Впоследствии он был переведён на английский и немецкий языки.
Следующая книга Ингрид Андерссон, «Barnet» (1979), повествует о детстве самой писательницы и о том, какой была природа островов в дельте реки Индальсэльвен и жизнь их населения до строительства аэропорта Мидланда. Роман, представлявший, помимо литературной, историко-культурологическую ценность, также пользовался популярностью.
Последняя книга Андерссон, «Tillbaka till livet», была издана в 1892 году. Она написана в совершенно ином жанре и представляет собой рассказ о восемнадцатилетней девушке, которая страдает афазией после автомобильной аварии, об усилиях, которые она прикладывает, чтобы преодолеть обстоятельства, и о её внутренней борьбе.
Ингрид Андерссон умерла в 1994 году.